# Belagerung von Erfurt (1813)
Die Belagerung von Erfurt war eine militärische Operation im Rahmen des Sechsten Koalitionskrieges (vgl. auch Befreiungskriege). Sie begann am 25. Oktober 1813 mit der Einschließung Erfurts durch preußische, österreichische und russische Truppen und endete am 6. Januar 1814 mit der Besetzung des Stadtgebietes durch die Belagerer. Der Kern der Festung – die Zitadellen Petersberg und Cyriaksburg – wurde allerdings erst am 16. Mai 1814 von der französischen Besatzung übergeben.

## Hintergrund
Im Rahmen der Vorbereitung des Frühjahrsfeldzuges 1813 wurde ab März auch die Stadt Erfurt – seit August 1807 staatsrechtlich eine „persönliche Domäne“ des französischen Kaisers (vgl. Fürstentum Erfurt) – auf eine eventuelle Belagerung vorbereitet. Im Umkreis der Stadt fällte man auf 900 Schritt Entfernung vom Mauerring (vgl. Erfurter Stadtbefestigung) alle Bäume, mehrere in diesem Bereich stehende Mühlen wurden abgebrochen. Hunderte Bauern aus dem Umland wurden zu Schanz- und Instandsetzungsarbeiten herangezogen. Der Festungsgraben (vgl. Flutgraben) wurde durch die Öffnung oder Zerstörung aller Stauwerke und Dämme der infrage kommenden Zuflüsse soweit möglich mit Wasser gefüllt. Dadurch stieg auch der Grundwasserspiegel in der Innenstadt so stark an, dass zahlreiche Keller und Freiflächen unter Wasser standen. Die Unruhe in der Stadt – in der die 1806 errichtete Militärverwaltung, anders als in anderen von Frankreich annektierten oder informell beherrschten deutschen Territorien, nie vollständig durch eine zivile Administration abgelöst worden war – nahm in den Sommermonaten zu, da ein wachsender Teil der Bürgerschaft das Ende der seit langem weitgehend mit materiellen und persönlichen Verlusterfahrungen assoziierten französischen Herrschaft herbeisehnte. Als sich am 19. Juli 1.000 frisch ausgehobene Rekruten, die anderntags zur Ausbildung nach Frankreich abmarschieren sollten, vor dem Gouvernementsgebäude versammelten, kam es zu schweren Krawallen. Eine Volksmenge stürmte Häuser städtischer Beamter und solche von Bürgern, die als „Franzosenfreunde“ bekannt waren. Die Gewalttätigkeiten konnten erst durch das Eingreifen garnisonierter Truppenteile beendet werden. Um neuen Unruhen vorzubeugen, ordnete die Stadtverwaltung die Schließung aller Gastwirtschaften und Schankstuben an.
Nach der Niederlage bei Leipzig (vgl. Völkerschlacht bei Leipzig) wandte sich die französische Hauptarmee nach Westen, um den Rhein zu erreichen. Ihr Weg führte über die quer durch Thüringen verlaufende Heerstraße. Erfurt beherbergte zu diesem Zeitpunkt das einzige größere Waffen- und Vorratsdepot, auf das Napoleon östlich der Rheinlinie zurückgreifen konnte. Am Morgen des 23. Oktober traf der Kaiser in Erfurt ein und wurde in den folgenden 48 Stunden Zeuge des Durchmarsches seiner geschlagenen Armee. Der ihn begleitende sächsische Offizier Otto von Odeleben notierte:
„Napoleon ärgerte sich über den Zustand der vorbeimarschierenden Truppen, welche heißhungrig über die wenigen Lebensmittel herfielen, die sie aus den Magazinen empfingen. Nur wenige Regimenter und die Garden marschierten mit Ordnung durch Erfurt. Es war ein Elend, die Zerrissenen und Ausgehungerten ankommen zu sehen. Die Kleidungsstücke und der Zwieback, die man verteilte, reichten doch nicht für alle hin, weshalb denn das Streiten, Zanken und Stoßen kein Ende nahm (...).“
Vereinzelt verloren die Offiziere die Kontrolle über die Truppen, die unter anderem das im Ursulinenkloster untergebrachte Magazin plünderten. In den frühen Morgenstunden des 25. Oktober verließ der Kaiser die Stadt, die bereits am Abend desselben Tages von Truppen des russischen Generals Gortschakow (aus dem Korps Wittgenstein) eingeschlossen wurde. Als Besatzung hatte Napoleon etwa 5.000 Mann unter dem Befehl des Divisionsgenerals Alexandre d’Alton zurückgelassen, darunter allerdings viele marschunfähige Leichtverwundete und Kranke. Voll einsatzfähig waren lediglich 2.000 Mann.

## Verlauf
Schon nach wenigen Tagen wurde Wittgensteins Korps abgezogen und an den Rhein verlegt, da es vor Ort offenkundig nicht benötigt wurde. Die Durchführung der Belagerung wurde dem inzwischen eingetroffenen preußischen II. Korps unter Friedrich von Kleist übertragen. Kleist schlug sein Hauptquartier im Dorf Bösleben auf. Durch die zunächst nur weiträumige Einschließung konnten die Verteidiger noch einige Tage im Vorfeld der Stadt operieren. Dabei wurde am 29. Oktober das Dorf Daberstedt niedergebrannt. Am 1. November zerstörten die Belagerer den 1811–12 im Steiger errichteten Pavillon mit der Büste Napoleons (sog. Napoleon-Tempel) durch Artilleriebeschuss. Die Einwohnerschaft Erfurts musste unterdessen alle Schusswaffen abliefern, hin und wieder fanden Hausdurchsuchungen statt. Die Einführung von Festpreisen für Lebensmittel sollte den Preisanstieg bremsen; parallel brachte die Verwaltung Papiergeld (sogenannte Blockadescheine) in Umlauf, zu dessen Annahme alle Händler und Lieferanten verpflichtet waren.
Am 5. November unternahmen die Verteidiger durch das Johannestor einen Ausfall gegen das Dorf Ilversgehofen, brachten Gefangene ein und brannten einige Gebäude – darunter die Papiermühle – nieder. Daraufhin ließ Kleist die Stadt am 6. November – bei dichtem Nebel weitgehend wahllos – über 15 Stunden lang mit Artillerie beschießen. Durch das Bombardement wurde insbesondere das Severi-Viertel am Fuße des Domberges schwer getroffen und nahezu vollständig zerstört. Ein Anwohner hielt fest:
„Aus meinem Fenster siehest Du also (...) nichts als Trümmer und rauchende Aschenhaufen, bis auf den Markt und die Festung; alle Nachbarshäuser gegenüber (...), bis auf einige wenige, sind ganz und gar nicht mehr, und sind verschwunden. (...) Wenn Du vollends auf dem Kornmarkte an der Straße stehest, und die eingestürzten, Dir sonst so wohlbekannten Häuser siehest – so wird Dich Schauder und Entsetzen überfallen; Du wirst gar nicht wissen, wo Du bist.“
Während die materiellen Verluste mit 117 niedergebrannten oder eingestürzten Wohnhäusern beträchtlich waren, kam die Einwohnerschaft, die zwei Todesopfer zu beklagen hatte, vergleichsweise glimpflich davon.
Am 7. November wurde ein auf 14 Tage befristeter Waffenstillstand geschlossen. Kleist rechnete offenbar mit der unmittelbar bevorstehenden Übergabe der Stadt. Diese blieb allerdings aus, woraufhin die Belagerungsarbeiten nach dem 20. November weiter vorangetrieben wurden. Da unterdessen auch die Haltung der Einwohnerschaft gegenüber der infolge Hunger und Krankheit an Kampfkraft verlierenden Besatzung zunehmend drohend wurde (Mitte Dezember wurden verschiedentlich Aufrufe zum Aufstand plakatiert) und beim Korps Kleist nach und nach die zuvor nicht vorhandene schwere Belagerungsartillerie eintraf, entschloss sich d’Alton in der zweiten Dezemberhälfte, mit den Preußen in Verhandlung zu treten. Er bot die sofortige Räumung des äußeren Mauerrings und des Stadtgebiets an, wofür ihm Kleist im Gegenzug gestattete, sich mit den noch kampffähigen französischen Truppen in die Zitadellen zurückzuziehen und dort – insofern die in diesem Zusammenhang vereinbarte Waffenruhe gehalten wurde – bis zum Kriegsende zu verbleiben. Das ersparte der Garnison den andernfalls sicheren Untergang im Kampf und ließ d’Alton den – von ihm nach der Rückkehr nach Frankreich auch beanspruchten – „Ruhm“, nicht kapituliert und den Kern der Festung behauptet zu haben. In der Stadt wurde durch Preußen und Franzosen eine mit Palisaden bewehrte Waffenstillstandslinie gezogen:
„Nachdem einige preußische Offiziers in der Stadt gewesen waren, um solche zu besehen, und die Kapitulationsgrenze um den Dom und Severistift zu bestimmen: so wurden von dem Andreasthore an, welches ganz zugeschlossen bleibt, Pfähle gesetzt, um eine Demarkationslinie zu bilden (...). Sie stehen von dem Thore unter der Esplanade weg über die ganze Brandstätte der Viehgasse, bis vor auf dem Markt, vor der Hauptwache vorbei, bis an den Bergstrom, welcher die Grenze ausmacht, bis an die Mainzer Mühle.“
Am 6. Januar 1814 zogen die Belagerer schließlich durch das Schmidtstedter Tor in die Stadt ein.
Nach der Besetzung Erfurts zog das Korps Kleist ab und stieß Anfang Februar in der Champagne wieder zur preußischen Hauptarmee. Zur Beobachtung der beiden Zitadellen blieben unter dem Kommando des Generalmajors Jagow lediglich Teile zweier preußischer Reserve-Regimenter sowie vier Infanterie- und zwei Kavallerie-Regimenter der schlesischen Landwehr zurück.
Im Mai übernahmen die Preußen auch kampflos die Zitadellen Petersberg und Cyriaksburg.

## Folgen
Die militärische Bedeutung der Belagerung war insgesamt gering. Operationsgeschichtlich kann sie sogar als relativer französischer Erfolg gewertet werden, da die schwache Festungsbesatzung ein ganzes Korps der preußischen Armee zwei Monate lang zu binden vermochte. Zudem kam es in Erfurt nicht wie anderswo – zu nennen wären insbesondere die parallelen Belagerungen von Danzig, Dresden, Hamburg und Magdeburg – zur Einschließung starker und schwer zu ersetzender Kontingente der französischen Feldarmee.

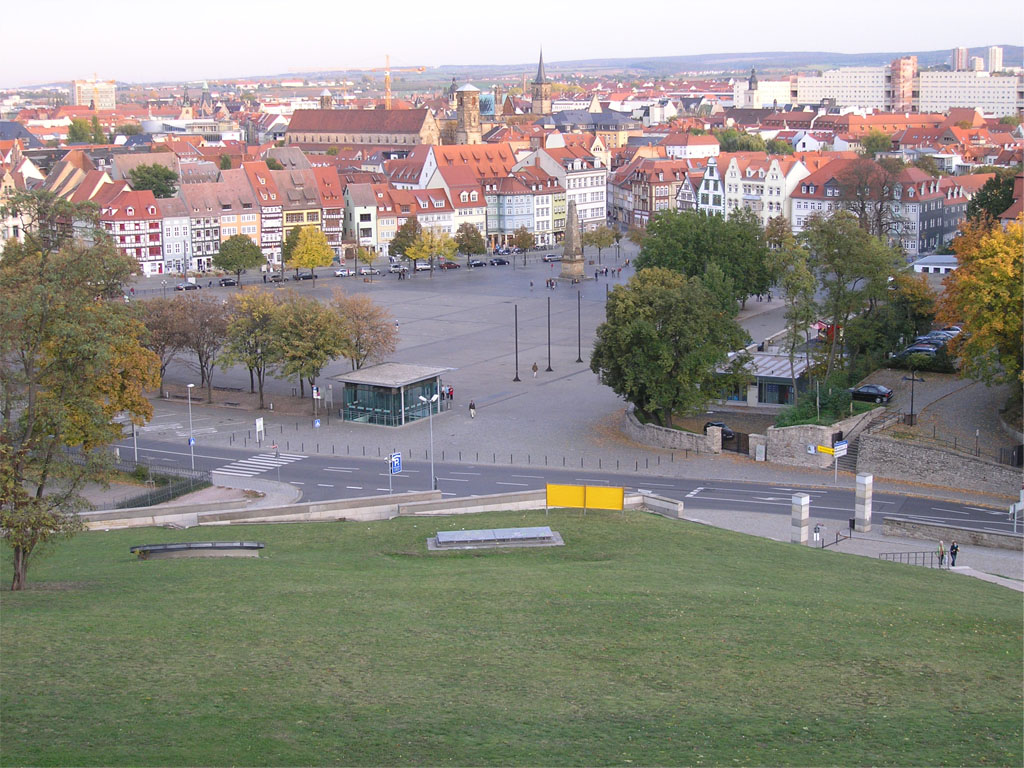
Blick vom Petersberg auf den heutigen Domplatz. Zwischen Erthal-Obelisk und Petersberg befand sich das im November 1813 zerstörte und nicht wieder aufgebaute Severi-Viertel

Während der knapp zweieinhalb Monate dauernden Belagerung stieg die Sterberate in der Stadt stark an. Im Verlaufe des Jahres 1813 starben 1.564 Erfurter Bürger, etwa 1.000 mehr als 1812. Schon im Frühjahr und Sommer 1813 waren – wohl von den durchströmenden Truppen eingeschleppt – zahlreiche Fälle von Typhus aufgetreten. Unter den in den Hospitälern und Lazaretten liegenden Verwundeten aus dem Frühjahrs- und Herbstfeldzug brach noch vor Beginn der Belagerung eine regelrechte Typhusepidemie aus. Allein in der Woche vor der Schlacht bei Leipzig fielen ihr 504 Soldaten zum Opfer. Vom 1. bis zum 17. November verstarben in den Militärhospitälern 1.472 Menschen. Bei Erdarbeiten im Stadtteil Brühl wurden im Frühjahr 2004 die Gebeine von etwa 120 französischen Soldaten entdeckt, deren Leichen offenbar in einem Keller eingemauert und dann vergessen worden waren. Sie wurden in dem nach dem Zweiten Weltkrieg für in der Stadt verstorbene französische Kriegsgefangene und Zwangsarbeiter angelegten Französischen Ehrenhain des Erfurter Hauptfriedhofs beigesetzt.
In Stadtbild und Stadtgeschichte Erfurts hat die Belagerung vor allem durch die Zerstörung des dicht bebauten Viertels unterhalb des Domberges bleibende Spuren hinterlassen. Die Gebäudereste wurden in den Folgejahren abgebrochen, eine Neubebauung unterblieb. Die so entstandenen Freiflächen bilden gemeinsam mit dem ehemaligen Platz Vor den Graden den heutigen Domplatz.